# 7 Mata-Hari
Pour plus de détails, voir Fiche technique et Distribution.
7 Mata-Hari est un film philippin sorti en 1965 et réalisé par Romy Villaflor.

## Synopsis
7 femmes doivent liquider l'agent 009.

## Fiche technique
- Titre : 7 Mata-Hari
- Titre alternatif : Pitong Matahari
- Réalisation : Romy Villaflor
- Scénario : Ben Feleo (en)
- Musique : Carding Cruz
- Couleur : Noir et blanc
- Production : Ambassador Productions
- Date de sortie
  -  Philippines : 13 février 1965

## Distribution
- Maggie de la Riva
- Gloria Sevilla (en)
- Vilma Valera
- Zeny Zabala (en)
- Stella Suarez (tl)
- Helen Thompson
- Miriam Jurado
- Charlie Davao : l'agent 009
- Ely Nakpil
- Limbo Lagdameo
- Tommy Romulo
- Rolando Gonzales
- Juan Guerrero
- Bert Gonzales
- Avel Morado

## Divers
- Zeny Zabala fut l'épouse du scénariste, Ben Feleo
- Ce fut le premier rôle important de Charlie Davao[1]